# ديزموند ديكر
ديزموند ديكر (بالإنجليزية: Desmond Dekker)‏ هو ملحن ومغني وكاتب أغاني جامايكي، ولد في 16 يوليو 1941 في كينغستون في جامايكا، وتوفي في 25 مايو 2006 في لندن الكبرى في المملكة المتحدة بسبب نوبة قلبية.

## وصلات خارجية
- الموقع الرسمي
- ديزموند ديكر على موقع IMDb (الإنجليزية)
- ديزموند ديكر على موقع الموسوعة البريطانية (الإنجليزية)
- ديزموند ديكر على موقع ألو سيني (الفرنسية)
- ديزموند ديكر على موقع ميوزك برينز (الإنجليزية)
- ديزموند ديكر على موقع إن إن دي بي (الإنجليزية)
- ديزموند ديكر على موقع أول ميوزيك (الإنجليزية)
- ديزموند ديكر على موقع ديسكوغز (الإنجليزية)
- ديزموند ديكر على موقع ديسكوغز (الإنجليزية)
- ديزموند ديكر على موقع قاعدة بيانات الفيلم (الإنجليزية)